# Histoire de la presse mancelle

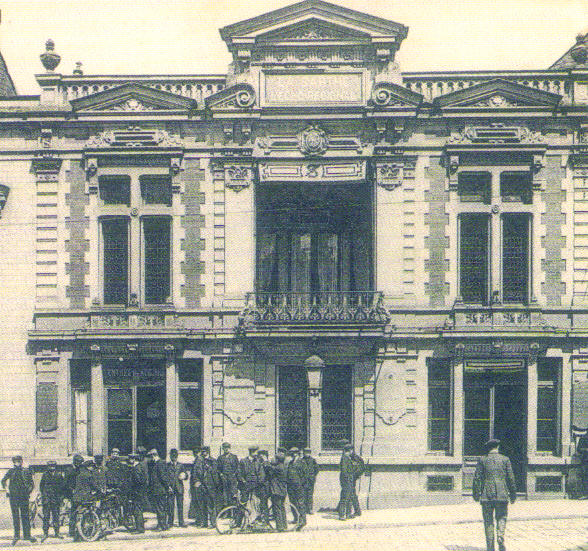
Siège du journal La Sarthe, fin du XIXe siècle

La presse au Mans s'est développée bien avant les créations du Maine libre et de Ouest-France. Nombreux ont été les titres à être édités à la fin du XIXe et au début du XXe siècle. 
Le premier journal du Mans naît en 1771. Charles Monnoyer, bien connu des manceaux et installé dans la ville depuis 1751, créé les Annonces, affiches et avis divers pour la ville du Mans. Dès le début du XXe siècle, une presse vendue à la cause de différents partis s'est développée au sein de la cité plantagenêt. Le Maine dure de 1877 à 1917, Le Sarthois Illustré se crée en 1885, tout comme Le Petit Manceau qui perdurera jusqu'en 1929. Le Bonhomme Sarthois sera l'une des grandes réussites de la ville puisqu'il sera distribué de 1896 à 1940, son rival sera La Croix du Maine, qui sera lui présent dès 1892 et ne s'arrêtera qu'en 1944.
Le grand quotidien typiquement manceau et sarthois est aujourd'hui Le Maine libre et son histoire commence avec le journal La Sarthe. Celui-ci est fondé en 1868 par Alphonse-Alfred Haentjens et se veut démocratique et libéral. Très ouverte, la rédaction accepte les anciens adversaires politiques du journal et c'est cet élan de sympathie qui fait du titre un succès au sein de la ville et du département. L'Union de la Sarthe était alors un puissant adversaire royaliste tout comme La chronique de l'Ouest et le Journal du Mans. Les deux derniers ne feront que de brèves apparitions dans les kiosques pour disparaître au profit du premier titre. L'imprimerie de La Sarthe était Blanchet, rue du Cornet alors que ses locaux seront situés au carrefour de la Sirène.